# Montluçon
Montluçon (okcitánsky: Montluçon [muⁿljyˈsu / məljyˈsu]) je město ve Francii. Leží v regionu Auvergne-Rhône-Alpes, départementu Allier. Je centrem arrondissementu Montluçon. V roce 2011 zde žilo 38 166 obyvatel, kteří se nazývají Montluçonnais. Městem protéká řeka Cher. Montluçon láká turisty především svým zachovalým středověkým historickým jádrem.

## Sousední obce
Désertines, Domérat, Lavault-Sainte-Anne, Néris-les-Bains, Prémilhat, Saint-Angel, Saint-Victor

## Vývoj počtu obyvatel
Počet obyvatel 

## Partnerská města
- Antsirabe, Madagaskar
- Hagen, Německo
- Lešno, Polsko